# 泰西河
泰西河位于中华人民共和国黑龙江省西部，是乌裕尔河内流区的一条时令河，发源于克山县西河镇联民村于喜禄屯北约1千米小兴安岭西麓，蜿蜒向西流至西联乡合兴村转南流，于依安县上游乡建国村进入依安县境内，经上游水库、县城依安镇东郊，于县城南郊大南屯以南汇入乌裕尔河。河流全长50千米，流域面积522平方千米，河道平均比降1.54‰，年均径流量1921万立方米。泰西河流经平原地区，两岸均为农田。